# Clique bilabial sonoro
O clique bilabial sonoro é uma consoante de clique encontrada em algumas línguas da África Austral. O símbolo no Alfabeto Fonético Internacional que representa este som é ⟨ʘ̬⟩ ou ⟨ᶢʘ⟩. 

## Características
- Os cliques sonoros e nasais têm uma corrente de ar egressiva pulmonar simultânea.
- Seu ponto de articulação é bilabial, o que significa que está articulado com os dois lábios. Sua fonação é sonora, o que significa que as cordas vocais vibram durante a articulação.
- É uma consoante oral, o que significa que o ar só pode escapar pela boca. Como o som não é produzido com fluxo de ar sobre a língua, a dicotomia central-lateral não se aplica.

## Ocorrência
Cliques bilabiais sonoros ocorrem apenas nas famílias tuu e kx'a da África Austral, como por exemplo na língua taa. O beijo é um clique bilabial.